# 仓头乡 (鲁山县)
仓头乡，是中华人民共和国河南省平顶山市鲁山县下辖的一个乡镇级行政单位。

## 行政区划
仓头乡下辖以下地区：
上仓头村、军王村、李窑村、刘芳庄村、黄楝树村、薄坪村、刘河村、孙湾村、下仓头村、青古寺村、魏庄村、白窑村、堂上村、潘窑村、赵窑村、赵竹园村、井庄村、白河村和小寺沟村。